# Gmina Vrbas
Gmina Vrbas (serb. Opština Vrbas / Општина Врбас) – gmina w Serbii, w Wojwodinie, w okręgu południowobackim. W 2018 roku liczyła 39 482 mieszkańców.